# 조여괄
조여괄(趙汝适, 1170–1231)은 남송(南宋, 1127-1279)의 관료이자 역사학자이다. 영문으로는 Zhao Rukuo로 표기되지만, 영미권에서는 오래전부터 Chau Ju-kua로 표기되었다. 이로 인해 조여괄의 영문명은 잘못된 방식의 표기가 다수 파생되어 전해지고 있지만, 현대 중국어 표기법에서는 Zhao Rukuo이 맞다. 또한 '适'은 원래 '괄(kuo)' 자이지만, 현대 중국에서는 '適'의 간체자로 사용되어 '적(shi)'으로 읽힌다. 때문에 이를 잘 모르는 일부 구미권 학자들이 'Zhao Rushi'로 잘못 표기하고 있다. 『제번지(諸蕃志)』(상•하)를 저술하였다. 12-13세기 중국에 알려진 세계를 다뤘다. 상권은 외국 각지와 지역 내 민족의 풍습을 묘사하였다. 하권은 외국 물품 목록이다.

## 생애
조여괄은 송대 황족 출신으로 북송 태종(宋太宗) 조광의(趙光義)의 18대손이자 북송 진종(宋眞宗)의 17대손이다. 1170년, 조여괄은 절강성(浙江省) 태주시(台州市) 천태현(天台縣)에서 태어났다. 1190년, 관직 생활을 시작하였고 관작을 제수받았다. 1224년, 복건(福建) 천주(泉州) 시박사(市舶司)가 되었다. 또한 천주 방어는 물론 남방 행정관 직에 있었다. 1231년, 사망하였고 절강 임해(臨海)에 묻혔다.